# Carpitalpa arendsi
Carpitalpa arendsi é uma espécie de mamífero da família Chrysochloridae. Pode ser encontrada no planalto de Inyanga, no leste do Zimbábue, e marginalmente no distrito de Vila Perey, no oeste de Moçambique. É a única espécie do gênero Carpitalpa.